# 格涅兹诺
格涅兹诺（發音：[ˈɡɲeznɔ] ⓘ）是波兰中西部城镇，在波兹南以东约50公里處。该城从1999年起属大波兰省，是格涅兹诺县的首府。人口约63,000。

## 歷史
格涅兹诺是波蘭的發源地，可謂國家的搖籃。在斯拉夫民族的傳說中，三兄弟萊赫、切赫和羅斯一起去打獵，結果分散到各自的方向。羅斯走到東方建立俄羅斯，切赫往西方的波西米亞建立捷克，萊赫向北方前進。忽然，他發現自己正對著一隻凶悍的白鷹，牢牢的守衛著鳥巢。看見夕陽中火紅的光芒，萊赫覺得這是個吉祥之兆，就決定待在那裡，把那座城命名為格涅兹诺（波蘭語中的意思是鳥巢）並且把白色的老鷹作為國徽。
西元940年，這裡誕生了波蘭第一個王朝皮雅斯特王朝。不久之後，國王梅什科一世接納基督宗教。他是波蘭作為近代獨立民族國家的開祖。
历史上有多位波兰统治者在格涅兹诺的圣母升天圣亚德伯圣殿总主教座堂加冕，包括波兰第一位采用国王头衔的君主波列斯瓦夫一世。
传统上，格涅兹诺总主教是波兰天主教会的首席主教。

## 景点
- 圣母升天圣亚德伯圣殿总主教座堂，包括格涅兹诺门
- 波兰国家起源博物馆
- 格涅兹诺总教区博物馆

## 友好城市
- 義大利 阿纳尼
- 匈牙利 埃斯泰尔戈姆
- 瑞典 法尔肯贝里
- 法國 圣马洛
- 德国 施派尔
- 立陶宛 拉德维利什基斯
- 乌克兰 乌曼
- 荷蘭 芬丹